# Armorial du royaume des Pays-Bas
L'armorial du Royaume des Pays-Bas est un recueil d'armoiries devenu rare contenant « les armes des familles auxquelles Sa Majesté Guillaume 1er a accordé des titres ou reconnaissances de noblesse; celles des familles admises aux ordres équestres, ainsi que celles des maisons qui étaient reconnues comme faisant partie de la noblesse, sous les prédécesseurs de Sa Majesté ».
Il a été écrit par le chevalier Jacques Henri Thomas Joseph de Neufforge et lithographié en 1825 par J. A. M. Jobard, lithographe du roi.

## Contenu
L'armorial comprend :
- 77 planches ;
- 693 représentations d'armes, avec couronnes ou bourrelets éventuels et cimiers.

## Galerie

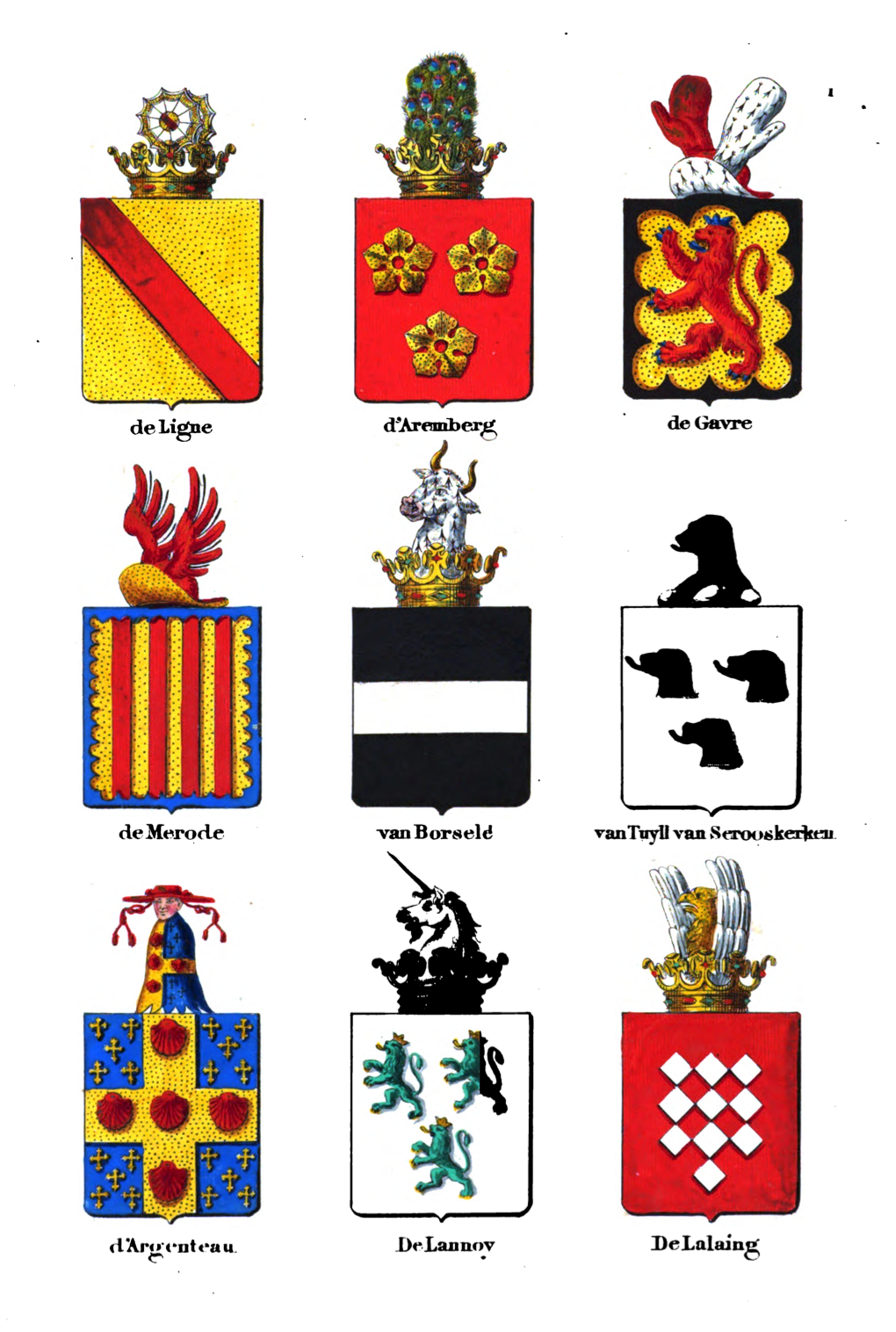
Planche 1
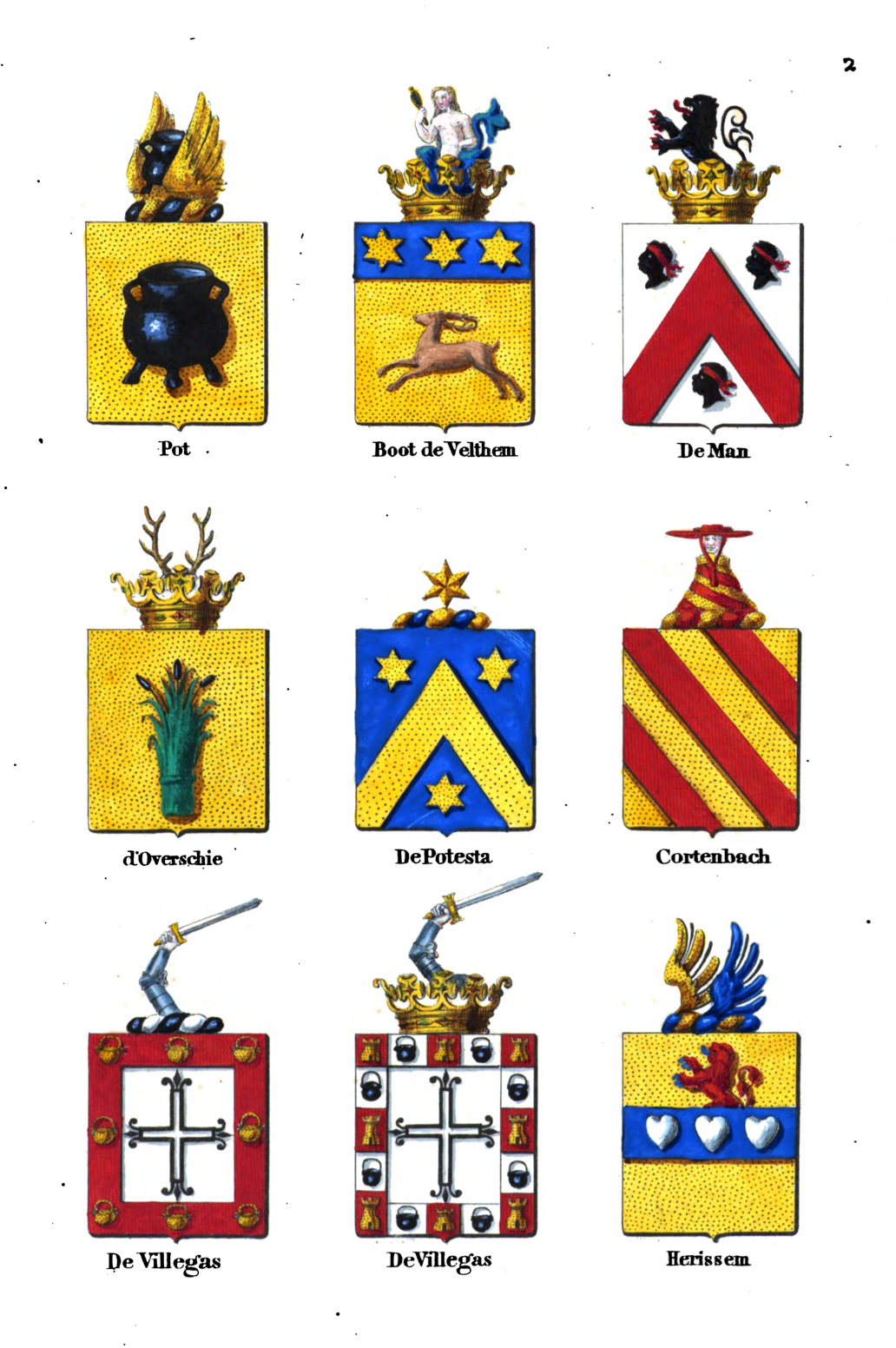
Planche 2
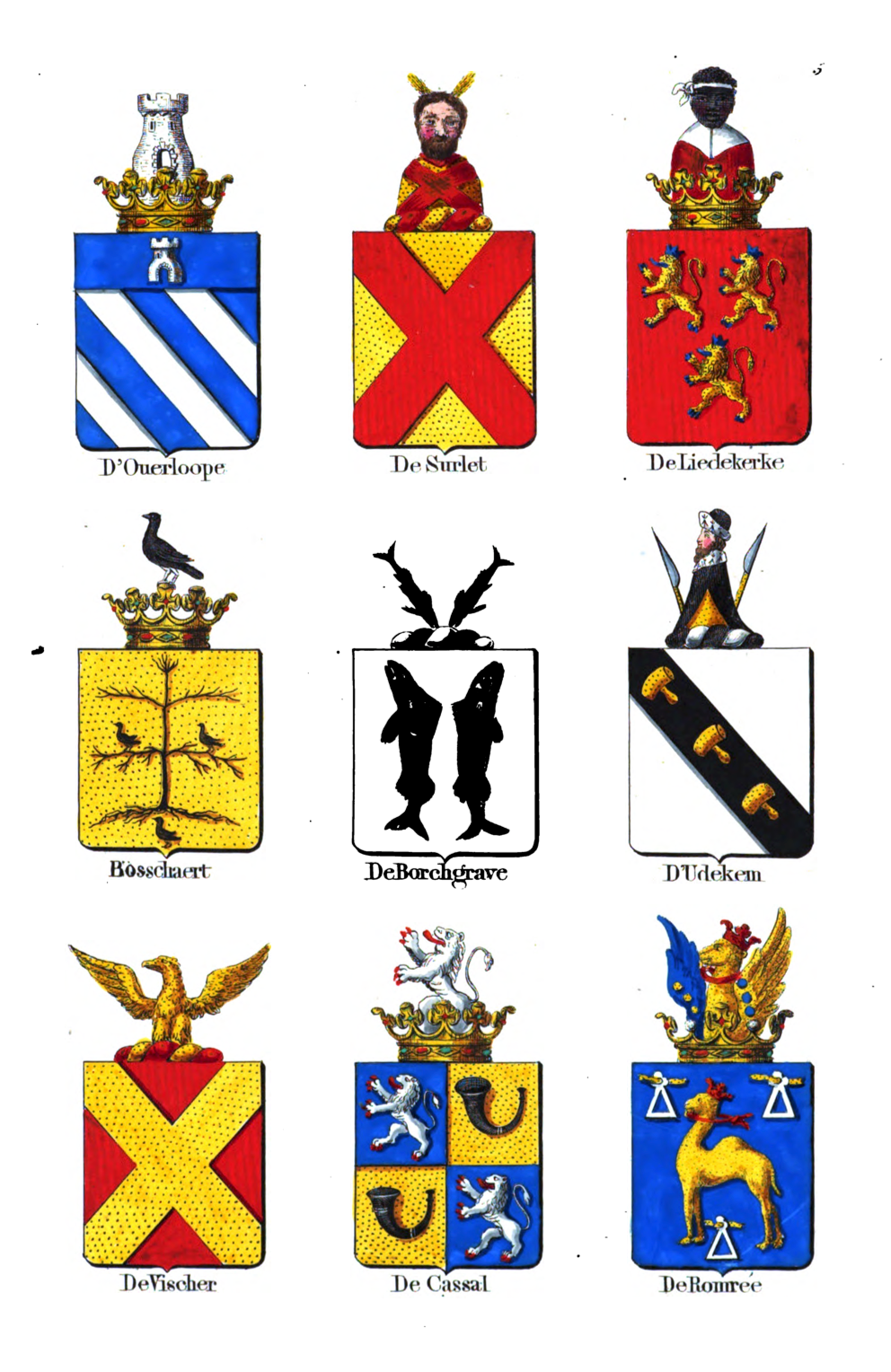
Planche 5
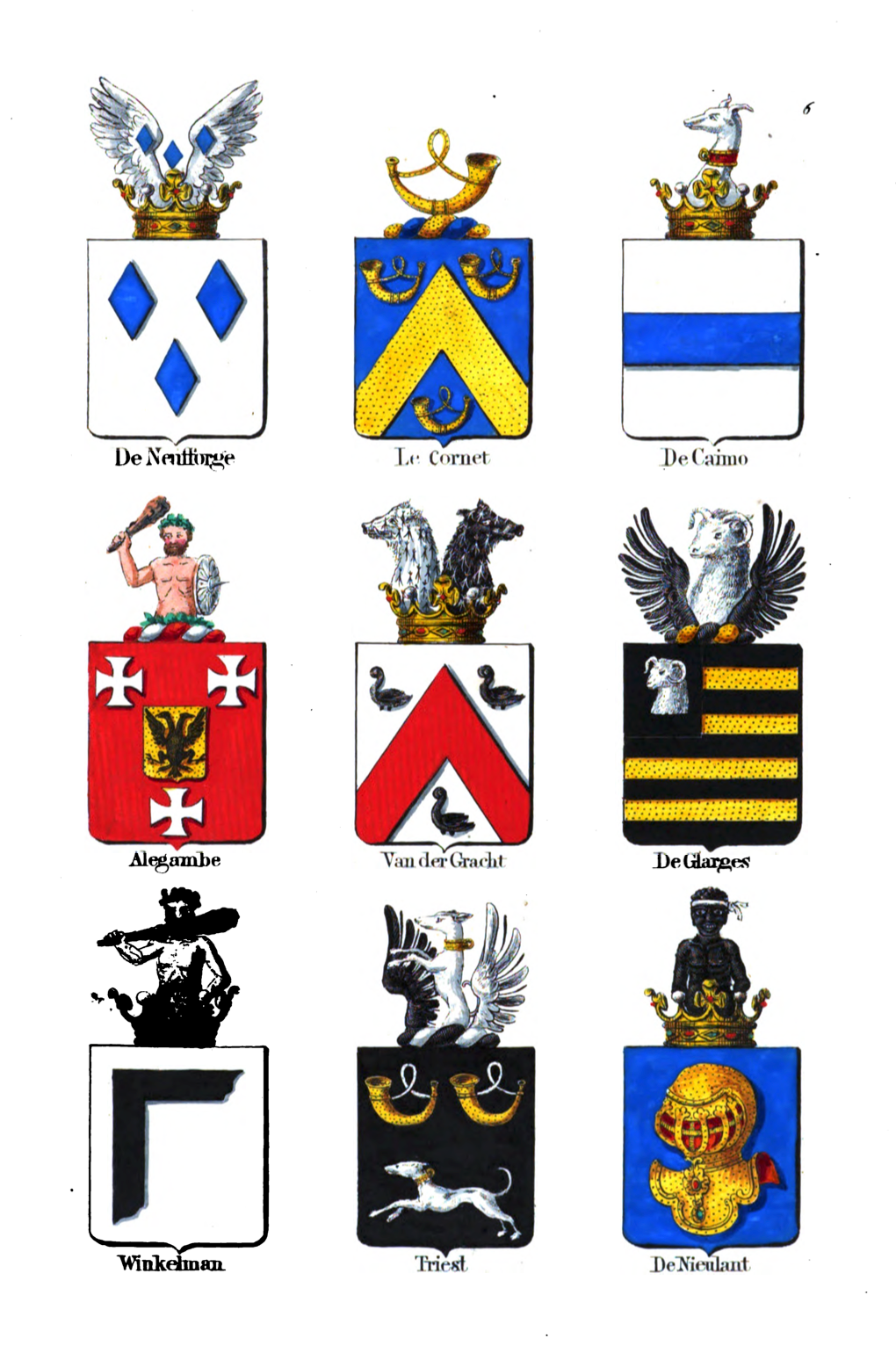
Planche 6
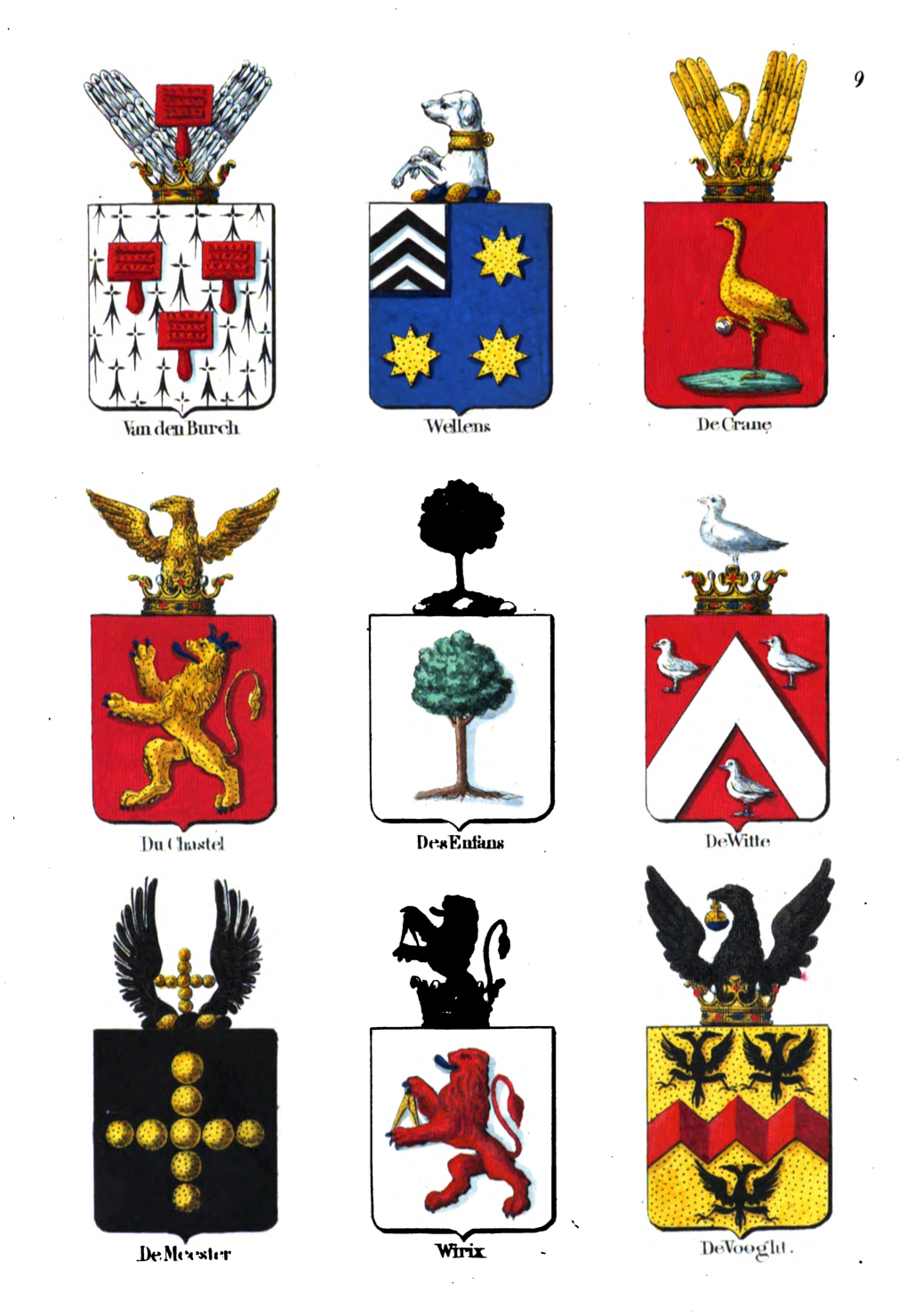
Planche 9
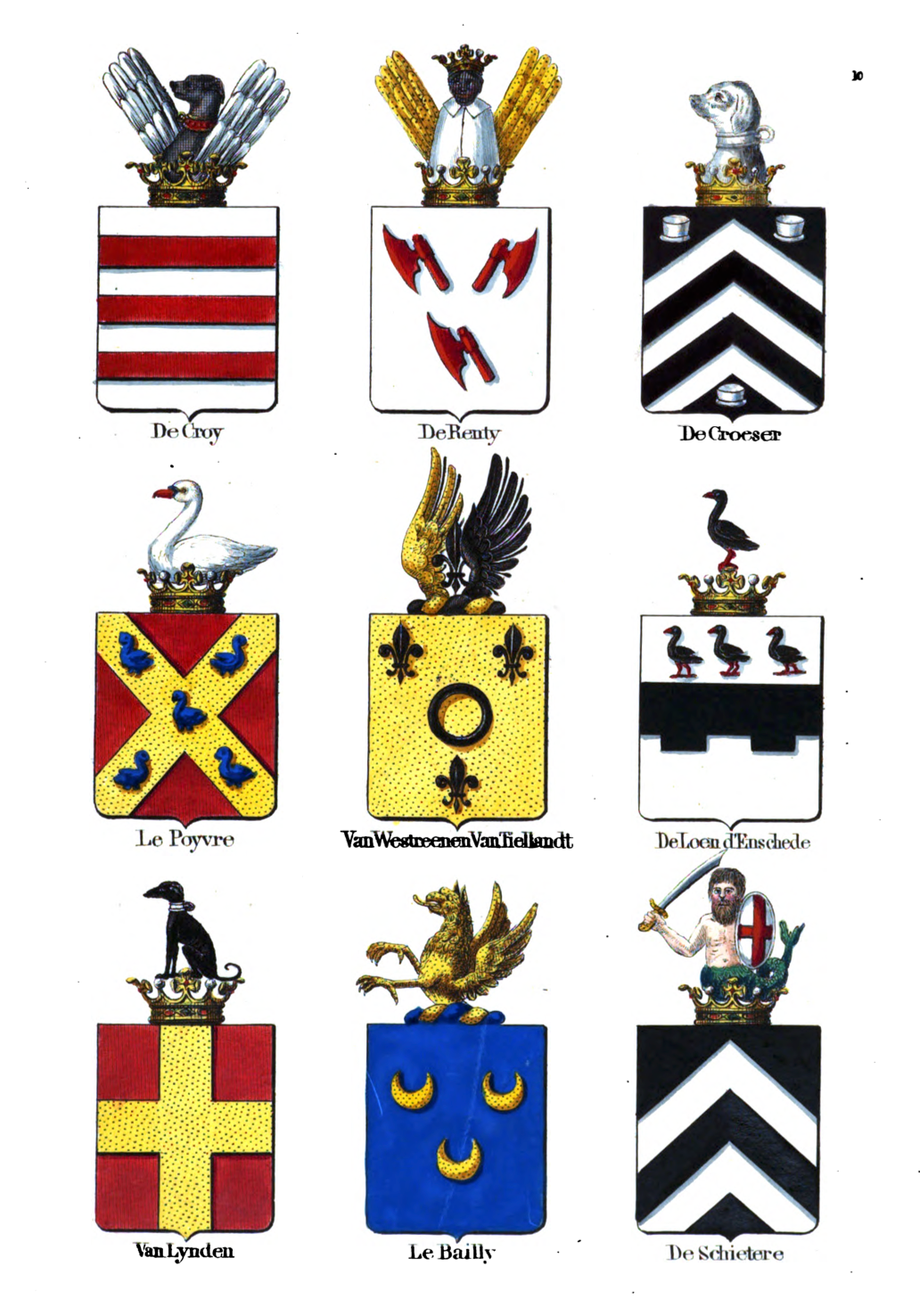
Planche 10
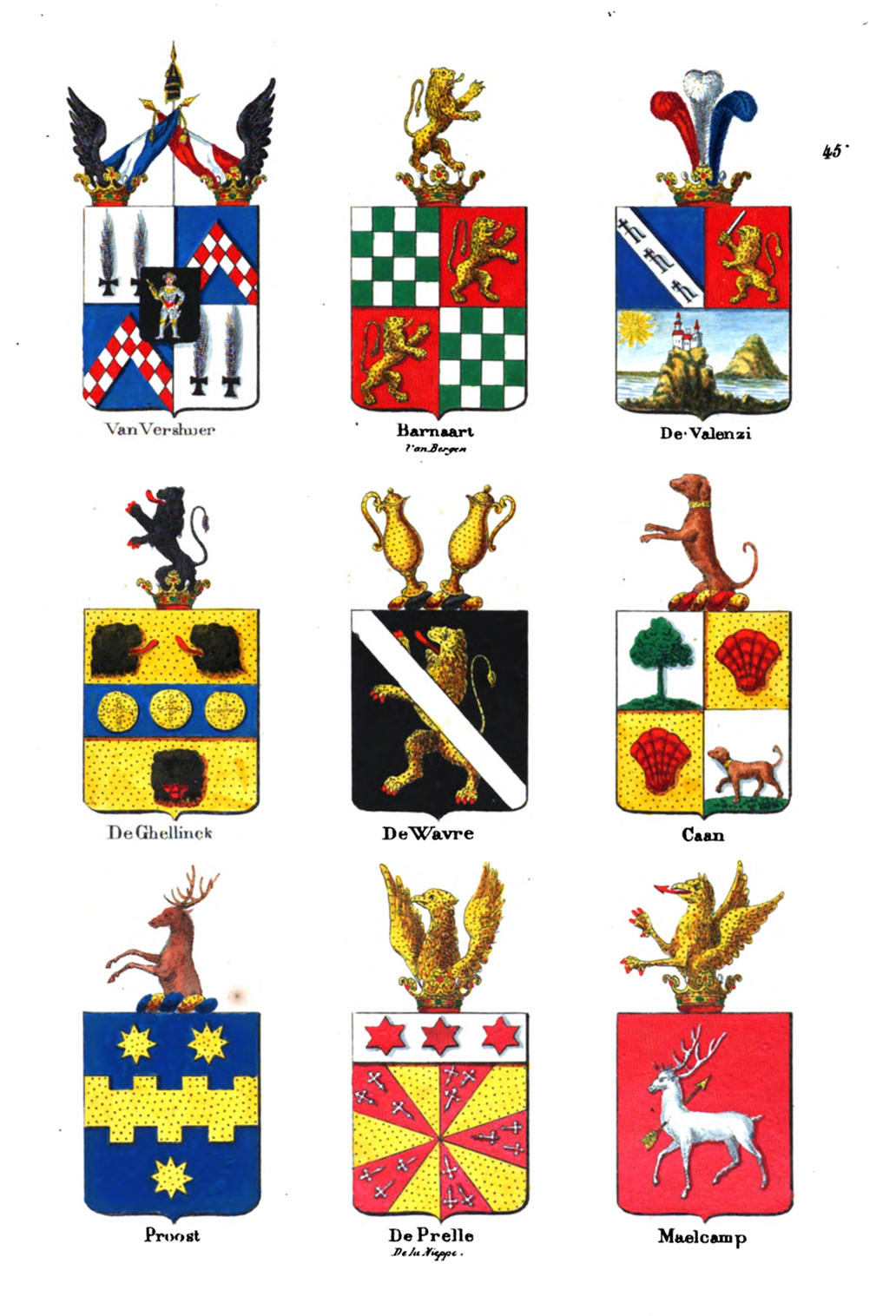
Planche 45
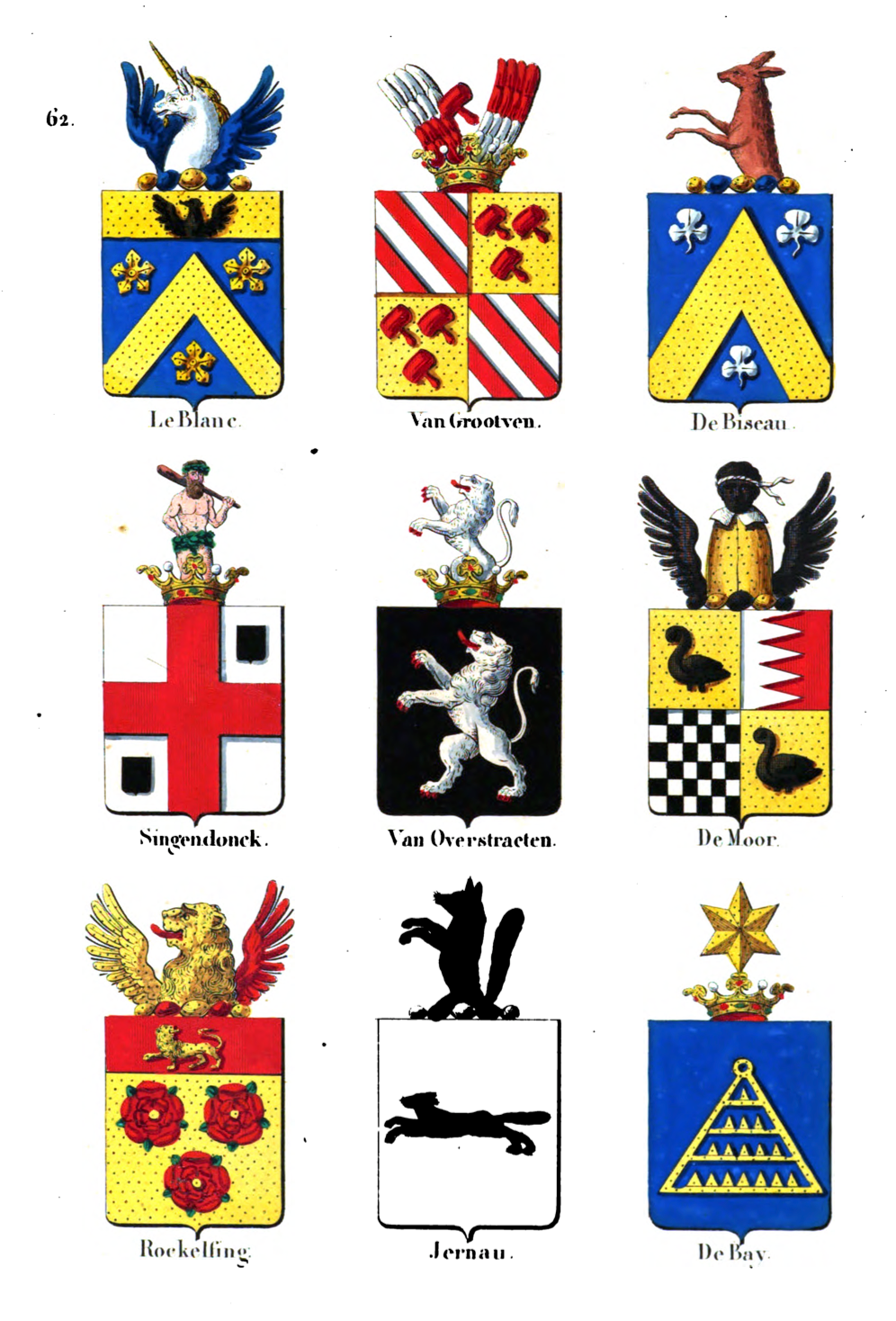
Planche 62
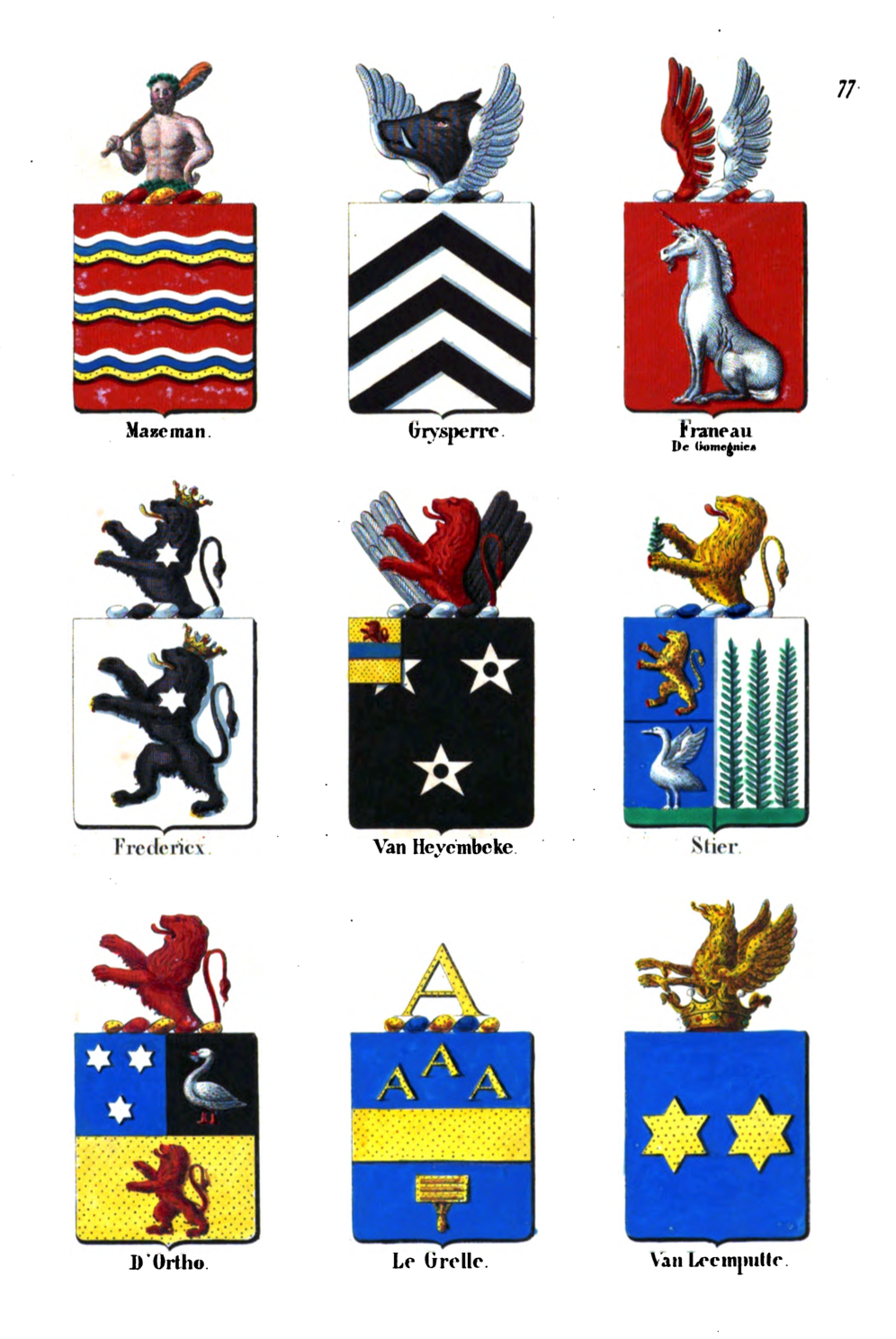
Planche 77